# Lubomír Jasínek

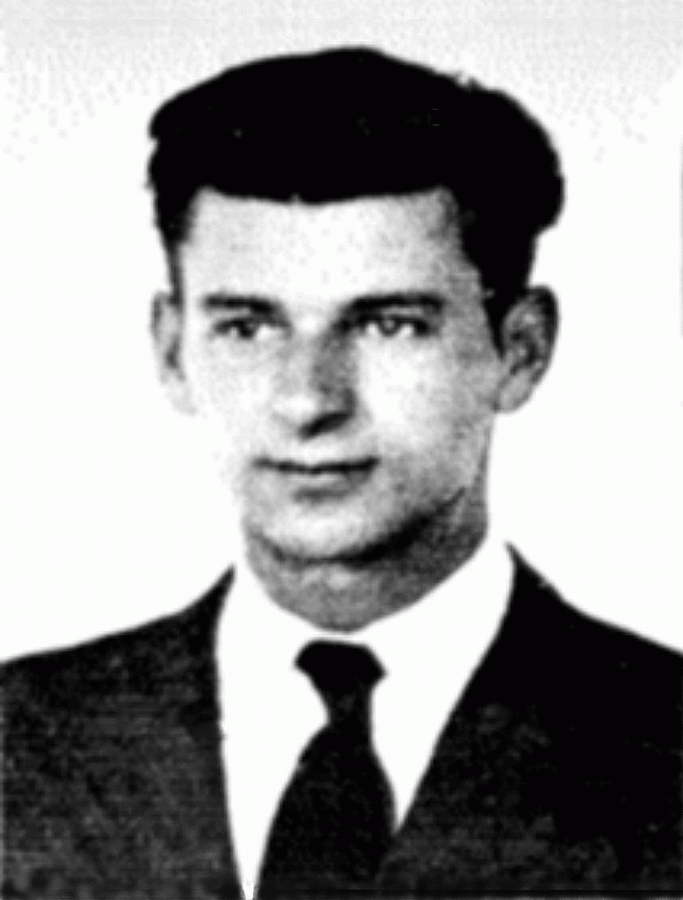
Lubomír Jasínek

Lubomír Jasínek (14. listopadu 1922, Hodonín – 16. ledna 1943, Rovensko pod Troskami) byl československý voják a příslušník výsadku Antimony.

## Život

### Mládí
Narodil se 14. listopadu 1922 v Hodoníně. Otec Jakub pracoval u ČSD, matka Marie, rozená Nedbálková byla v domácnosti. Měl mladší sestru. V Přerově absolvoval obecnou školu a v Lipníku nad Bečvou reálné gymnázium. To nedokončil. Když se poté nedostal na lesnickou školu, vyučil se v oboru silnoproudu. Po okupaci Čech a Moravy Německem se zapojil do odboje.

### V exilu
Dne 20. února 1940 se mu (na třetí pokus) podařilo společně s Bohumírem Kobylkou opustit protektorát a přes Slovensko, Maďarsko, Jugoslávii, Turecko a Sýrii se dostat do Francie. Byl zařazen k 2. pěšímu pluku jako vojín. Bojů o Francii se neúčastnil. Po pádu Francie se dostal do Anglie. Tam byl zařazen k velitelské rotě 1. pěšího praporu. Poté, již jako příslušník spojovací čety, absolvoval kurz obsluhy radiostanice. Poté absolvoval speciální radiotelegrafický kurz. Dne 7. března 1942 byl povýšen na svobodníka. Od 8. března do 16. srpna 1942 se připravoval na Vojenské radiové ústředně (VRÚ), od 17. srpna do 22. srpna absolvoval parakurz. Dne 11. září 1942 byl zařazen do výsadku Antimony jako radiotelegrafista.

### Nasazení
Dne 24. října 1942 byl společně s Závorkou a Srazilem vysazen u Kopidlna na Jičínsku. Zapojil se do činnosti skupiny a podařilo se mu úspěšně navázat spojení s Londýnem. Kvůli činnosti konfidentů Karla Čurdy a Jaroslava Nachtmanna se gestapu podařilo Jasínka společně se Závorkou vystopovat v Rovensku pod Troskami. Zde je na plovárně v domku plavčíka Lukeše 15. ledna 1943 obklíčilo gestapo. Aby se vyhnul zajetí, spolkl jed. Na následky otravy zemřel 16. ledna 1943 v 5.47 hodin.
Dne 14. ledna 1943 byl povýšen na desátníka (s účinností od 28. října 1942) a zároveň na četaře (s účinností od 1. ledna 1943). Dne 3. září 1943 jmenován podporučíkem in memoriam. Pohřben byl na Městském hřbitově v Přerově.

## Po druhé světové válce
Dne 17. července 1948 byl postupně povýšen až do hodnosti kapitána pěchoty. V Přerově je po něm pojmenována ulice. Na radnici v Rovensku pod Troskami se nachází pamětní deska s jeho jménem.

## Připomínky
- V Rovensku pod Troskami na náměstí Prof. Prof. Drahoňovského 1 je na budově městského úřadu pamětní deska s nápisem: "DNE 16. LEDNA 1943 DOBROVOLNĚ OBĚTOVALI SVÉ ŽIVOTY ZA VLAST PARAŠUTISTÉ MAJOR FRANTIŠEK ZÁVORKA Z PÍSKU A PODPORUČÍK LUBOMÍR JASÍNEK Z PŘEROVA. TITO HRDINOVÉ ZACHRÁNILI TAK I MĚSTO ROVENSKO POD TROSKAMI, JEŽ MĚL STIHNOUT OSUD LIDIC A LEŽÁKŮ."[2]
- V Rovensku pod Troskami na náměstí Prof. Prof. Drahoňovského 84 je umístěna pamětní deska 84 s nápisem: "V TOMTO DOMĚ ZEMŘELI DOBROVOLNOU HRDINNOU SMRTÍ DNE 16. LEDNA 1943 PARAŠUTISTÉ MAJOR FRANTIŠEK ZÁVORKA Z PÍSKU A NADPORUČÍK LUBOMÍR JASÍNEK Z PŘEROVA OBĚTUJÍCE SVOJE MLADÉ ŽIVOTY ZA SVOBODU ČESKOSLOVENSKÉHO NÁRODA."[3]
- V Rovensku pod Troskami, Na Týně, u kostela sv. Václava se nachází pomník OBĚTEM FAŠISMU A VÁLKY se jmény Františka Závorky a Lubomíra Jasínka.[4]

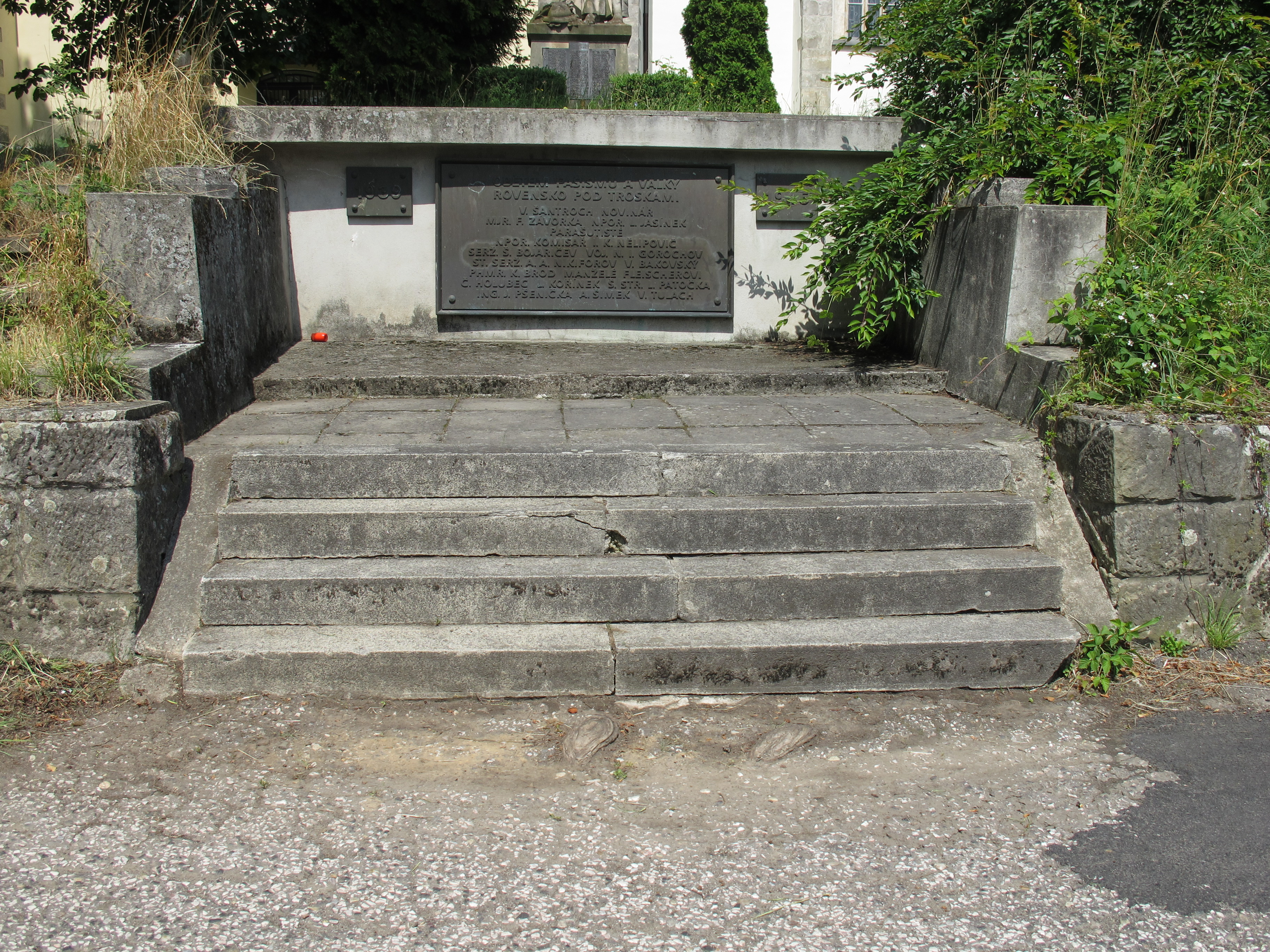
Pomník obětem fašismu a války v Rovensku pod Troskami
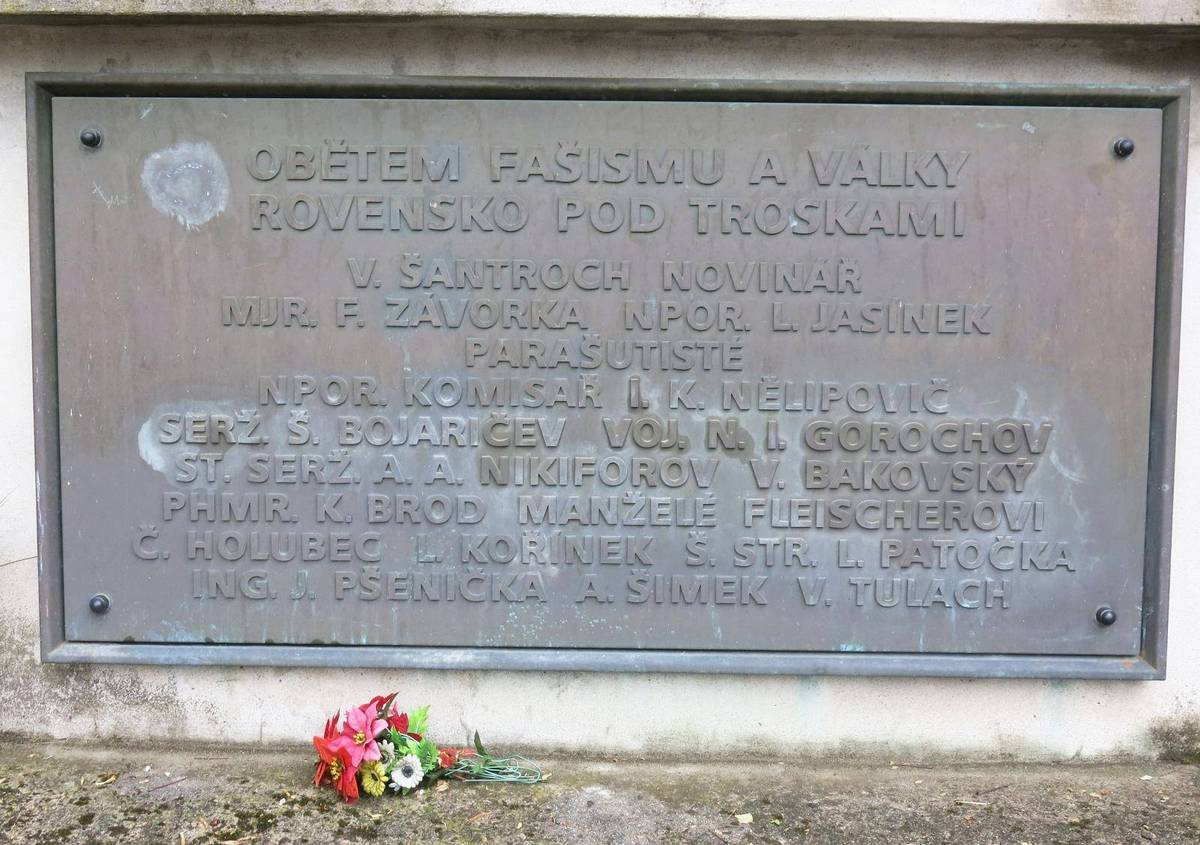
Deatil desky na pomníku obětem fašismu a války v Rovensku pod Troskami
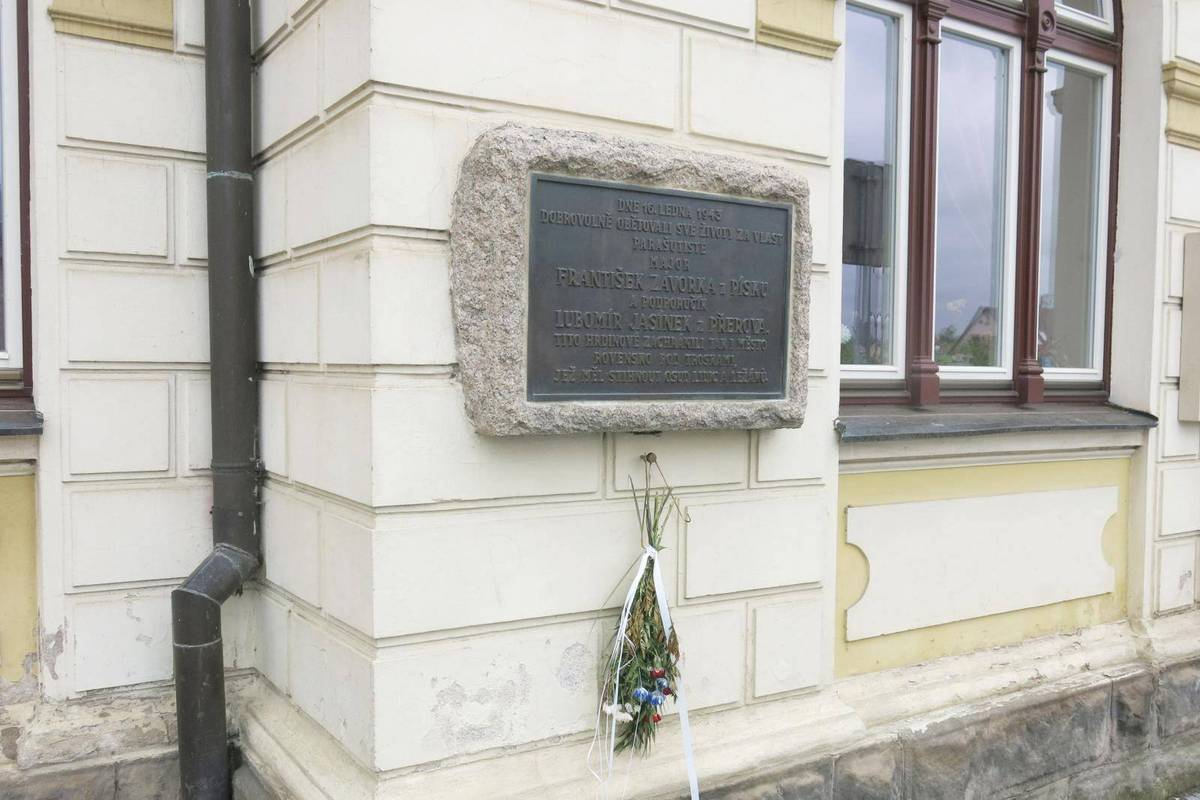
Pamětní deska na budově městského úřadu v Rovensku pod Troskami
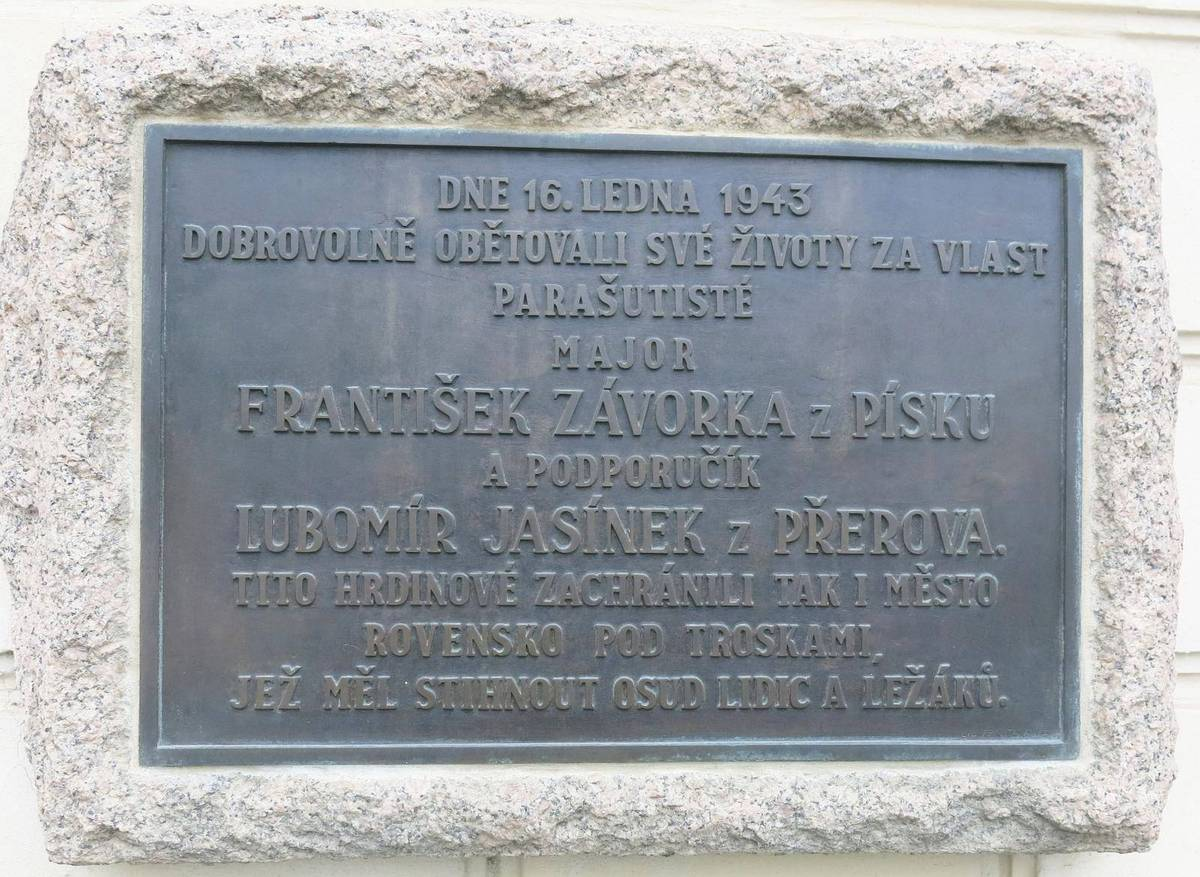
Detail pamětní desky na budově městského úřadu v Rovensku pod Troskami

## Vyznamenání
- 1943  Československý válečný kříž 1939
- 1944  Pamětní medaile československé armády v zahraničí se štítky Francie a Velká Británie
- 1945  druhý Československý válečný kříž 1939